# Второй интернационал
Второ́й интернациона́л, также Социалисти́ческий интернациона́л или Рабо́чий интернациона́л — международное объединение социалистических рабочих партий, созданное в 1889 году. Продолжил традиции Первого интернационала, однако в нём с 1893 года не участвовали анархисты. Для постоянной связи между партиями-членами в 1900 году было учреждено Международное социалистическое бюро, находившееся в Брюсселе. Принятые Интернационалом решения не были обязательными для входящих в него партий.

## Краткая история

### Учреждение Интернационала
После распада международного товарищества рабочих представителями различных социалистических и рабочих партий рассматривалась идея учреждения нового международного объединения. Этот вопрос поднимался множество раз на международных конференциях и встречах, проводившихся в течение 1880-х годов.
Одной из первых таких встреч стал конгресс в городе Куре (Швейцария) в октябре 1881 года. Участниками конгресса были многие крупные деятели социал-демократического и рабочего движения, включая Вильгельма Либкнехта, Павла Аксельрода, Петера МакГуайра, Жюля Жоффрена, Бенуа Малона и других. Участники конгресса признали необходимость учреждения нового Интернационала, однако, по их мнению, не было достаточных условий для этого. Проходившая в Париже в 1886 году международная рабочая конференция отметила рост и консолидацию социал-демократических партий в большинстве капиталистических стран.
К 100-летию Великой французской революции 14 июля 1889 года в Париже начал работу международный социалистический рабочий конгресс, инициатором которого стали марксистские социал-демократические партии. Он стал первым конгрессом Второго интернационала. На нём были представлены 383 делегата из 19 стран. Среди участников конгресса были представители как марксистского, так и анархистского течения; самой многочисленной была делегация СДПГ во главе с В. Либкнехтом.

### Интернационал до 1914 года

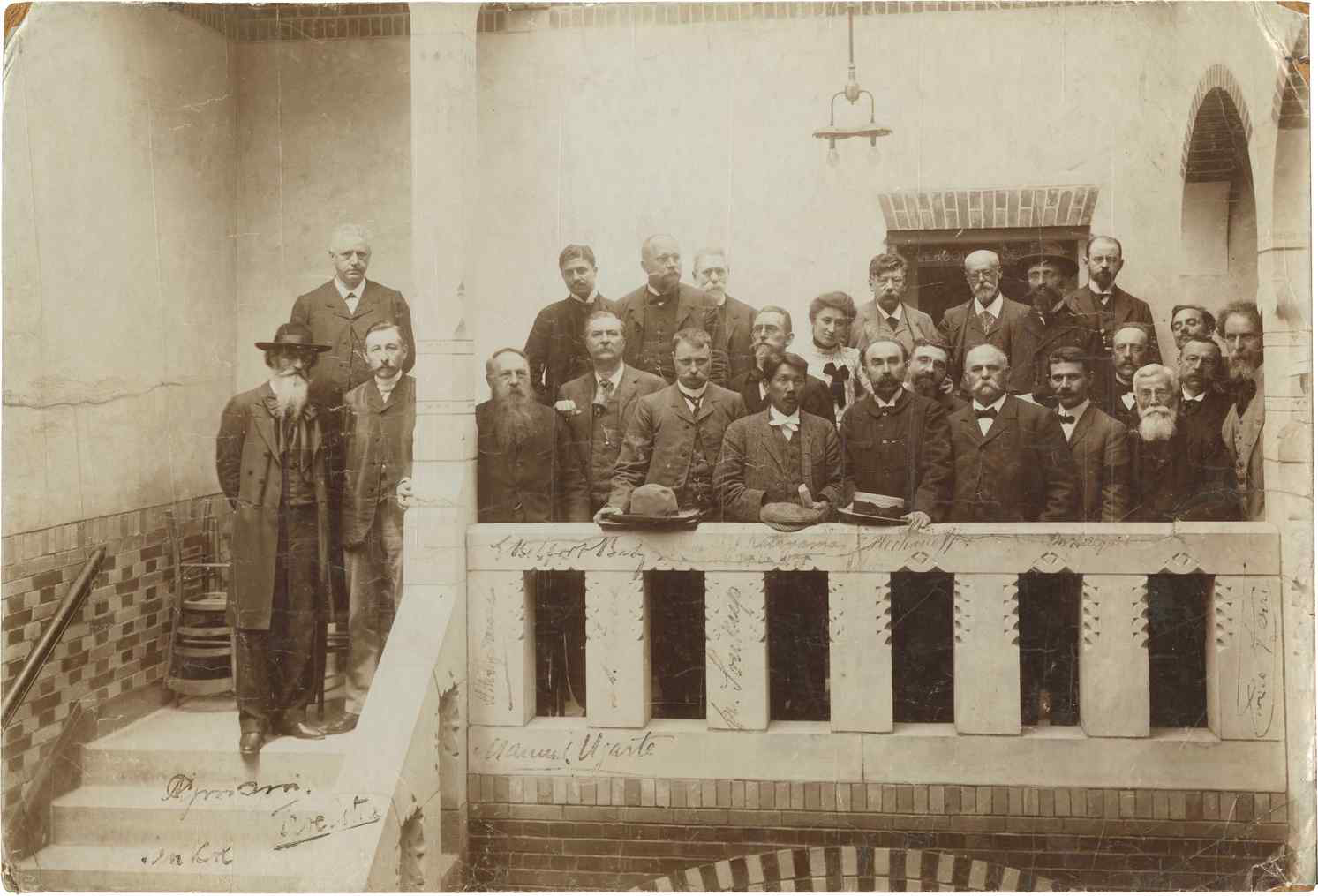
Делегаты Амстердамской конференции Социалистического Интернационала в 1904 году. Слева направо в первом ряду: Чиприани, Трульстра, Гайндман, Бакс, Кринген, Катаяма, Плеханов, Кнудсен, Хилквит, Наороджи, Ансееле и Ферри. Второй ряд: Ван Кол, Угарте, Немец, Вайян, Соукуп, Роза Люксембург, Адлер, Брак, Каутский, Валецкий, Вандервельде, Камбье и Лонге.

До начала 1900-х годов в Интернационале преобладала революционная точка зрения. На конгрессах принимались решения о невозможности союза с буржуазией, недопустимости вхождения в буржуазные правительства, протесты против милитаризма и войны и т. п. Важную роль в деятельности Интернационала вплоть до своей смерти в 1895 году играл Фридрих Энгельс.
В 1889 году Интернационал установил международное празднование дня 1 мая в память о «Хеймаркетских мучениках» — чикагских анархистах, погибших за 8-часовой рабочий день. В 1910 году Интернационал объявил 8 марта Международным женским днём.
На 2-м (16-22 августа 1891, Брюссель) и 3-м (6-12 августа 1893, Цюрих) конгрессах были приняты резолюции о необходимости создания национальных социалистических партий и о сочетании парламентских и внепарламентских методов борьбы.
На 4-м конгрессе (27 июля — 1 августа 1896, Лондон) был осуждён колониализм, а также закреплён разрыв между марксистами и анархистами. Но уже 5-й конгресс (23-27 сентября 1900, Париж) во время обсуждения способов завоевания политической власти рабочим классом и возможного участия социалистов в буржуазных правительствах обнаружил новую линию раскола — ортодоксальные и революционные марксисты против реформистов-бернштейнианцев, сторонников ревизии марксизма. Конгресс образовал Международное социалистическое бюро — постоянный исполнительно-информационный орган Интернационала.
6-й конгресс (14-20 августа 1904, Амстердам) пришёлся на начало русско-японской войны, определённой Интернационалом как захватническая с обеих сторон. После вступительной церемонии председательствующий обратил внимание делегатов на то, что его заместителями избраны представители социалистов воюющих стран — русский Георгий Валентинович Плеханов и японец Сэн Катаяма, тут же пожавшие друг другу руки. «Крайним средством» борьбы рабочих была признана всеобщая стачка, а не вооружённая борьба.
Русская революция 1905—1907 годов обострила размежевание в рядах Интернационала между тремя течениями: правым (Эдуард Бернштейн, Генри Гайндман, Леонида Биссолати), центристским (Карл Каутский, Рамсей Макдональд, Эмиль Вандервельде, Камиль Гюисманс, Отто Бауэр и другие австромарксисты) и левым (Роза Люксембург, Франц Меринг, Карл Либкнехт, Димитр Благоев и «тесняки», Антон Паннекук и «трибунисты»).
На 7-м конгрессе (18-24 августа 1907, Штутгарт) большевики во главе с Лениным внесли в резолюцию о профсоюзах осуждение идеи классового сотрудничества и требование признания профсоюзами социалистических принципов. Отображая нарастание угрозы империалистической войны, конгресс занимался проблемой её предотвращения и борьбы против милитаризма. Принятая резолюция за авторством Августа Бебеля призывала голосовать против военных кредитов, ввести народную милицию вместо призывной армии и вести антимилитаристскую пропаганду; согласно поправке левых, в случае войны социалисты обязывались использовать вызванный ей кризис для ускорения крушения капиталистического господства.
Участники 9-го конгресса (24-25 ноября 1912, Базель), реагируя на угрозу перерастания Балканских войн в общеевропейскую войну, единогласно приняли манифест о солидарной борьбе против империализма.

### Интернационал и Первая мировая война
В дальнейшем более значительную роль в Интернационале стали играть реформисты, что вызвало обвинения со стороны левых в оппортунизме. Тем не менее, и революционные, и реформистские участники Интернационала накануне войны считали, что их партии, ведущие за собой 3,787 млн членов, а также 11 млн членов профсоюзов и 7 млн членов кооперативов, смогут предотвратить бойню.
Однако с началом Первой мировой войны в 1914 году большая часть партий и профсоюзов, отказавшись от классовой борьбы, встала на точку зрения классового мира и защиты отечества. Отдельные вожди оказались в рядах коалиционных оборонческих правительств (в том числе такой «ортодоксальный марксист», как Жюль Гед, в то время как умеренный реформист Жан Жорес вплоть до своего убийства яростно боролся против войны). Конференции социалистов стран Антанты (февраль 1915, Лондон) и Центральных держав (апрель 1915, Вена) поддержали «войну до победного конца». Лишь левое меньшинство Интернационала открыто выступило против войны.
Это означало политический крах предвоенных установок интернационала на пролетарский интернационализм, международную солидарность трудящихся и всеобщую забастовку в ответ на войну. Сторонники революционной борьбы стали называть Второй интернационал «Жёлтым интернационалом». Фактически в 1914—1918 годах Интернационал не функционировал, была прекращена деятельность Международного социалистического бюро.
Входившие в Интернационал радикальные революционные и центристские элементы, стоявшие на интернационалистических позициях, провели в 1915 году в Циммервальде (Швейцария) собственную конференцию, положив начало Циммервальдскому объединению, на основе которого позже возник Третий интернационал (Коминтерн).

### Восстановление Интернационала после войны
По окончании войны в феврале 1919 года в Берне прошла конференция, в которой участвовали большинство старых социал-демократических партий. Одним из главных вопросов конференции в Берне была оценка Октябрьской революции в России. На этой конференции было провозглашено создание Международной социалистической комиссии. В резолюциях, принятых в Берне, говорилось о начале возрождения Второго интернационала. В советской историографии это объединение также именовалось как «Бернский интернационал». На Люцернской конференции 1919 года большинство высказалось за Версальский мирный договор и учреждение Лиги Наций. В июле 1920 года в Женеве (Швейцария) прошёл конгресс, официально провозгласивший воссоздание Второго интернационала.
В свою очередь, ряд партий и групп — английская Независимая лейбористская партия, германские независимые социал-демократы, французская социалистическая партия (СФИО), русские меньшевики и эсеры, австрийские социал-демократы и некоторые другие — разойдясь со Вторым интернационалом в вопросе о поддержке империалистической войны и гражданского мира и не будучи допущены в Коминтерн, образовали в начале 1921 года так называемый «Двухсполовинный» или Венский интернационал, официально называвшийся Международным рабочим объединением социалистических партий. В мае 1923 года состоялось объединение Венского интернационала с Вторым интернационалом, в результате чего образовался Рабочий социалистический интернационал.
Правопреемником Второго Интернационала объявил себя созданный в 1951 году в западногерманском Франкфурте-на-Майне Социнтерн — Социалистический Интернационал.

## Журнал «Die Neue Zeit»
Второй Интернационал с января 1883 года издавал первый теоретический марксистский журнал «Die Neue Zeit», редактором которого стал Карл Каутский. С 1901 года журнал стал официальным теоретическим органом СДПГ и основным марксистским изданием в мире, а Каутский редактировал его в течение 35 лет, до 1917 года[страница не указана 1403 дня].

## Конгрессы и конференции Второго интернационала

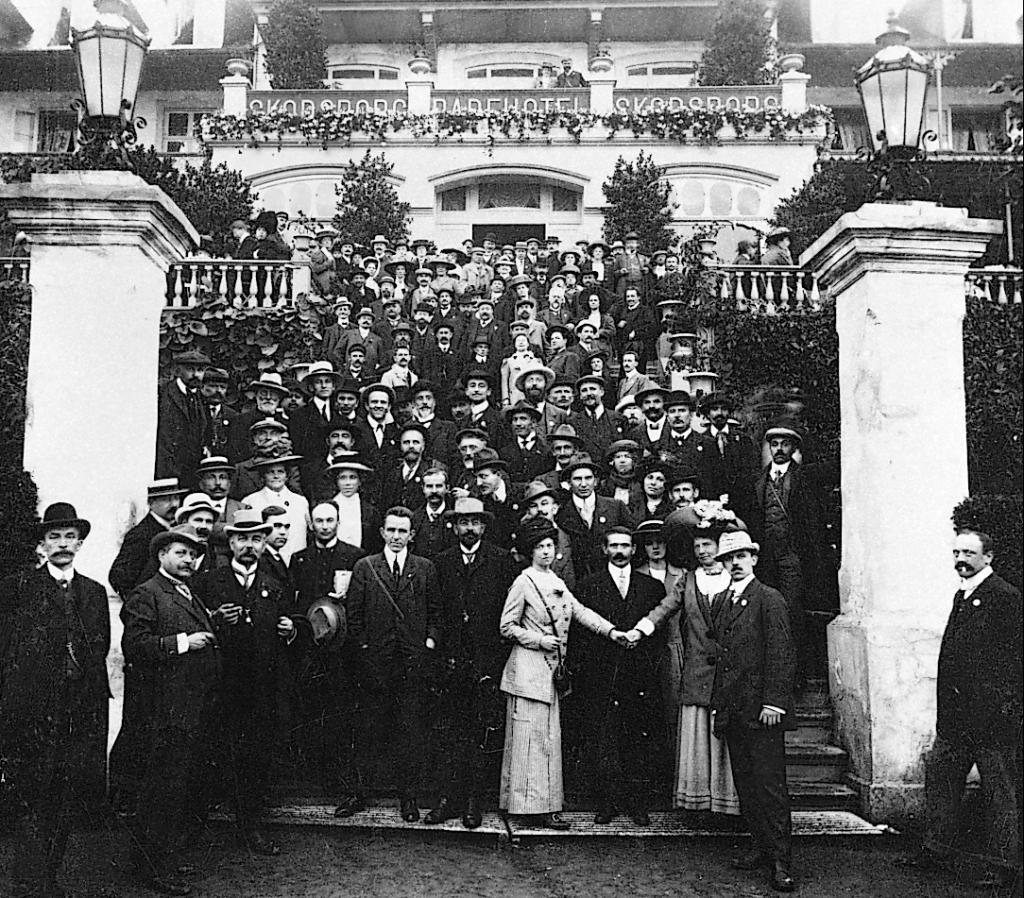
1910 год. VIII конгресс Второго Социалистического Интернационала в Копенгагене. В центре Клара Цеткин и Александра Коллонтай. За ними Роза Люксембург

- I конгресс — 14—21 июля 1889, Париж, Франция.
- II конгресс — 16—22 августа 1891, Брюссель, Бельгия.
- III конгресс — 6—12 августа 1893, Цюрих, Швейцария.
- IV конгресс — 27 июля — 1 августа 1896, Лондон, Великобритания.
- V конгресс — 23—27 сентября 1900, Париж, Франция.
- VI конгресс — 14—20 августа 1904, Амстердам, Нидерланды.
- VII конгресс — 18—24 августа 1907, Штутгарт, Германия.
- VIII конгресс — 28 августа — 3 сентября 1910, Копенгаген, Дания.
- IX чрезвычайный конгресс — 24—25 ноября 1912, Базель, Швейцария.
- Конференция — 3—10 февраля 1919, Берн, Швейцария.
- Конференция — апрель 1919, Амстердам, Нидерланды.
- Конференция — 1 — 9 августа 1919, Люцерн, Швейцария.
- X конгресс — 31 июля — 4 август 1920, Женева, Швейцария.

## Партии и союзы — члены II Интернационала
|                                        | Партия                                                                    | Государство                                                     | Членство с | Notes |
| -------------------------------------- | ------------------------------------------------------------------------- | --------------------------------------------------------------- | ---------- | --- |
| Османская империя · Российская империя | Армянская революционная федерация (Дашнакцутюн)                           | Османская империя, Российская империя, Каджарский Иран (Армяне) | 1907–1916  | |
| Новый Южный Уэльс                      | Австралийская социалистическая лига                                       | Колония Новый Южный Уэльс                                       | 1893–1901  | |
| Великобритания                         | Лейбористская лига Баттерси                                               | Великобритания                                                  | 1891–1900  | Присутствовала в 1891 году, позже вошла в состав Лейбористской партии. |
| Бельгия                                | Бельгийская рабочая партия                                                | Бельгия                                                         | 1889–1916  | Член-основатель |
| Великобритания                         | Социалистическое общество Блумсбери                                       | Великобритания                                                  | 1889–1900  | Член-основатель. Позже вошло в состав Лейбористской партии. |
| Болгария                               | Болгарская рабочая социал-демократическая партия                          | Болгария                                                        | 1893–1903  | |
| Болгария                               | Болгарская рабочая социал-демократическая партия (широких социалистов)    | Болгария                                                        | 1903–1916  | |
| Болгария                               | Болгарская рабочая социал-демократическая партия (тесных социалистов)     | Болгария                                                        | 1903–1915  | |
| Франция                                | Центральный революционный комитет                                         | Франция                                                         | –1898      | |
| Австро-Венгрия                         | Чехославянская социал-демократическая рабочая партия                      | Австро-Венгрия (Чехи и словаки)                                 |            | |
| Швейцария                              | Демократическая социалистическая партия Базеля                            | Швейцария                                                       | 1891       | Присутствовала на конгрессе 1891 года. Членство после 1891 года неясно. |
| Швейцария                              | Демократическая социалистическая партия Санкт-Галлена                     | Швейцария                                                       | 1891       | Присутствовала на конгрессе 1891 года. Членство после 1891 года неясно. |
| Великобритания                         | Дублинский социалистический клуб                                          | Великобритания (Ирландцы)                                       | 1889–1896  | Член-основатель |
| Российская империя                     | Освобождение труда                                                        | Российская империя                                              | 1889–1903  | Член-основатель. Впоследствии стала Российской социал-демократической рабочей партией и иногда упоминается под этим названием..                                                          |
| Великобритания                         | Фабианское общество                                                       | Великобритания                                                  | 1889–1896  | Член-основатель. Членство после 1896 года неясно. |
| Франция                                | Федерация социалистических рабочих Франции                                | Франция                                                         | 1889–1902  | Член-основатель. Иногда ошибочно называют «Parti Ouvrier» (Рабочая партия). |
| Франция                                | Французская секция Рабочего интернационала                                | Франция                                                         | 1905–1916  | Основана в рамках проекта Интернационала по объединению французских партий. |
| Франция                                | Французская социалистическая партия (1902)                                | Франция                                                         | 1902–1905  | По распоряжению Интернационала влилась во Французскую секцию Рабочего Интернационала..                                                                                                   |
| Франция                                | Французская рабочая партия                                                | Франция                                                         | 1889–1902  | Член-основатель. Также известна как «Parti Ouvrier» (Рабочая партия), не путать с Федерацией социалистических рабочих Франции, от которой она отделилась.                                |
| Российская империя                     | Всеобщий еврейский рабочий союз в Литве, Польше и России (Бунд)           | Российская империя (Евреи)                                      | 1897–1912  | |
| Австро-Венгрия                         | Общая рабочая партия Венгрии                                              | Австро-Венгрия (Венгры)                                         | 1889–1890  | Член-основатель. |
| Соединённые Штаты Америки              | Немецкий рабочий союз Нью-Йорка                                           | США (Немцы)                                                     | 1889       | Член-основатель, профсоюз. Членство после 1889 года неясно. |
| Швейцария                              | Союз Грютли                                                               | Швейцария                                                       | 1889–1916  | Член-основатель. |
| Великобритания                         | Независимая рабочая партия                                                | Великобритания                                                  | 1893–1916  | |
| Соединённые Штаты Америки              | Международный типографский союз                                           | США                                                             | 1889       | Член-основатель, профсоюз. Членство после 1889 года неясно. |
| Италия                                 | Итальянская социалистическая партия                                       | Королевство Италия                                              | 1892–1914  | |
| Италия                                 | Итальянская рабочая партия                                                | Королевство Италия                                              | 1889–1892  | Член-основатель. |
| Османская империя                      | Еврейская социал-демократическая рабочая партия в Палестине (Поалей Цион) | Османская империя (Евреи Палестины)                             | 1915–1916  | |
| Российская империя                     | Социалистическая еврейская рабочая партия                                 | Российская империя (Евреи)                                      | 1907–1916  | В 1907 году ЕСРП была зарегистрирована как подгруппа Партии социалистов-революционеров, но имела отдельный совещательный голос на Штутгартском съезде .                                  |
| Соединённые Штаты Америки              | Орден рыцарей труда                                                       | США                                                             | 1889       | Член-основатель. Членство после 1889 года неясно |
| Великобритания                         | Орден рыцарей труда, Бирмингем                                            | Великобритания                                                  | 1889       | Член-основатель. Членство после 1889 года неясно. Являлась отдельной британской организацией, не входящей в Орден рыцарей труда.                                                         |
| Норвегия                               | Норвежская лейбористская партия                                           | Норвегия                                                        |            | |
| Португалия                             | Рабочая партия Португалии                                                 | Португалия                                                      | 1889       | Член-основатель. Членство после 1889 года неясно. Возможно, относится к Португальской социалистической партии.                                                                           |
| Великобритания                         | Узаконенный восьмичасовой рабочий день и Международную лигу труда         | Великобритания                                                  | 1891–1900  | Присутствовала в 1891 году, позже вошла в состав Лейбористской партии. |
| Люксембург                             | Люксембургская социалистическая рабочая партия                            | Люксембург                                                      | 1902–1916  | |
| Великобритания                         | Столичная Радикальная Федерация                                           | Великобритания                                                  | 1889       | Член-основатель. Членство после 1889 года неясно. |
| Великобритания                         | Федерация горняков Великобритании                                         | Великобритания                                                  | 1896–      | Профсоюз. |
| Великобритания                         | Национальный союз работников газовой промышленности и разнорабочих        | Великобритания                                                  | 1889–1891  | Член-основатель. Членство после 1891 года неясно. Первоначально назывался «Профсоюзом кочегаров газовой промышленности», газовики играли важную роль в борьбе за 8-часовой рабочий день. |
|                                        | Парижское индийское общество                                              | Британская Индия                                                | 1907       | Хотя Парижское индийское общество и не было партией как таковой, оно представляло интересы индийских националистов на конгрессе 1907 года.                                               |
|                                        | Поалей Цион                                                               | Несколько государств                                            |            | Очень рыхлое марксистско-сионистское движение, возникшее в 1903 году. |
| Австро-Венгрия                         | Польская социал-демократическая партия Галиции                            | Австро-Венгрия (Поляки и Украинцы)                              | 1890–1916  | |
| Российская империя                     | Польские эсеры                                                            | Российская империя (Поляки)                                     | 1891       | Небольшая партия присутствовала в 1891 году, последующее членство неясно. |
| Российская империя                     | Польская социалистическая партия                                          | Российская империя (Поляки)                                     | 1893–1916  | |
|                                        | Республиканский социалистический союз Эльзаса-Лотарингии                  | Германская империя                                              | 1889       | Член-основатель. Членство после 1889 года неясно. |
| Франция                                | Революционный коммунистический альянс                                     | Франция                                                         | 1896–1901  | |
| Франция                                | Рабочая социалистическая революционная партия                             | Франция                                                         | 1890–1901  | |
| Российская империя                     | Российская социал-демократическая рабочая партия                          | Российская империя                                              | 1898–1912  | С 1900 года делегаты начали участвовать независимо от партии, эта тенденция усилилась после раскола на большевиков и меньшевиков в 1903 году.                                            |
| Российская империя                     | Российская социал-демократическая рабочая партия (большевиков)            | Российская империя                                              | 1912–1916  | С 1903 года была в Интернационале представлена отдельными делегатами как членами РСДРП.                                                                                                  |
| Российская империя                     | Российская социал-демократическая рабочая партия (меньшевиков)            | Российская империя                                              | 1912–1916  | С 1903 года была в Интернационале представлена отдельными делегатами как членами РСДРП.                                                                                                  |
| Великобритания                         | Шотландская лейбористская партия                                          | Великобритания                                                  | 1889–1895  | Член-основатель. |
| Российская империя                     | Второй пролетариат                                                        | Российская империя (Поляки)                                     | 1889–1893  | Член-основатель. |
|                                        | Сербская социал-демократическая партия                                    | Сербия                                                          | 1903–1914  | |
| Российская империя                     | Социал-демократия Королевства Польского и Литвы                           | Российская империя (Поляки)                                     | 1893–1916  | |
| Османская империя · Российская империя | Социал-демократическая партия «Гнчак»                                     | Российская империя, Османская империя (Армяне)                  | 1904       | На съезде 1904 года партию представлял Георгий Плеханов. Неизвестно, участвовала ли партия в других съездах.                                                                             |
| Дания                                  | Социал-демократическая федерация                                          | Дания                                                           |            | |
| Великобритания                         | Социал-демократическая федерация                                          | Великобритания                                                  | 1889–1911  | Член-основатель. |
| Нидерланды                             | Социал-демократическая лига                                               | Нидерланды                                                      | 1889–1900  | Член-основатель. |
| Австро-Венгрия                         | Социал-демократическая рабочая партия Австрии                             | Австро-Венгрия (Австрийцы)                                      |            | |
| Австро-Венгрия                         | Социал-демократическая партия Боснии и Герцеговины                        | Австро-Венгрия (Босняки-Сербы-Хорваты)                          | 1909–1916  | |
| Австро-Венгрия                         | Социал-демократическая партия Хорватии и Славонии                         | Австро-Венгрия (Хорваты-Сербы)                                  | 1894–1916  | |
| Российская империя                     | Социал-демократическая партия Финляндии                                   | Российская империя (Финны)                                      |            | |
| Германская империя                     | Социал-демократическая партия Германии                                    | Германская империя                                              | 1889–1916  | Член-основатель. |
| Австро-Венгрия                         | Социал-демократическая партия Венгрии                                     | Австро-Венгрия (Венгры)                                         | 1890–      | |
| Румыния                                | Социал-демократическая партия Румынии                                     | Румыния                                                         | 1910–1916  | |
| Швейцария                              | Социал-демократическая партия Швейцарии                                   | Швейцария                                                       | 1889–1916  | Член-основатель. |
| Нидерланды                             | Социал-демократическая рабочая партия                                     | Нидерланды                                                      | 1894–1916  | |
| Румыния                                | Социал-демократическая рабочая партия Румынии                             | Румыния                                                         | 1893–1900  | |
| Аргентина                              | Социалистическая группа Буэнос-Айреса                                     | Аргентина                                                       | 1889       | Член-основатель. Членство после 1889 года неясно, но, вероятно, она вошла в Социалистическую партию.                                                                                     |
| Австралия                              | Социалистическая рабочая партия                                           | Австралия                                                       | 1901–1916  | |
| Соединённые Штаты Америки              | Социалистическая рабочая партия Америки                                   | США                                                             | 1889–      | Член-основатель. |
| Великобритания                         | Социалистическая лига                                                     | Великобритания                                                  | 1889–1901  | Член-основатель. |
| Аргентина                              | Социалистическая партия                                                   | Аргентина                                                       | 1896–1916  | |
| Дания                                  | Социалистическая партия Дании                                             | Denmark                                                         | 1889       | Член-основатель. Членство после 1889 года неясно. Возможно, вошла в Социал-демократическую партию Дании.                                                                                 |
| Великобритания                         | Социалистическая партия Великобритании                                    | Великобритания                                                  | 1904       | СПВ присутствовала только на одном конгрессе Интернационала в 1904 году, пред тем распаалсь и образовала Мировое социалистическое движение.                                              |
| Уругвай                                | Социалистическая партия Уругвая                                           | Уругвай                                                         | 1910–1916  | |
| Соединённые Штаты Америки              | Социалистическая партия Америки                                           | США                                                             | 1901–1916  | |
| Франция                                | Социалистическая партия Франции                                           | Франция                                                         | 1902–1905  | По решению Интернационала влилась во Французскую секцию Рабочего Интернационала. |
| Российская империя                     | Партия социалистов-революционеров                                         | Российская империя                                              | 1902–1916  | |
| Франция                                | Партия социалистов-революционеров                                         | Франция                                                         | 1898–1901  | |
| Испания                                | Испанская социалистическая рабочая партия                                 | Испания                                                         |            | |
| Швеция                                 | Социал-демократическая рабочая партия Швеции                              | Швеция                                                          | 1889–1916  | Член-основатель. |
| Российская империя                     | Третий Пролетариат                                                        | Российская империя (Поляки)                                     | 1900–1909  | |
| Соединённые Штаты Америки              | Объединенные братья Айовы                                                 | США                                                             | 1889       | Член-основатель. Членство после 1889 года неясно. |
| Соединённые Штаты Америки              | Объединенные еврейские ремесленники                                       | США (Евреи)                                                     | 1889–1891  | Член-основатель, профсоюз. Членство после 1891 года неясно. |
| Австро-Венгрия                         | Югославянская социал-демократическая партия                               | Австро-Венгрия (Словенцы-Хорваты)                               | 1898–1916  | |
| Российская империя                     | Сионистско-социалистическая рабочая партия                                | Российская империя (Евреи)                                      | 1907–1908  | В 1907 году Международное социалистическое бюро предоставило ССРП право совещательного голоса, но год спустя это решение было отменено.                                                  |

## Известные участники
Австрия: Карл Реннер.
Германия: Макс Неттлау, Август Бебель, Карл Каутский, Роза Люксембург, Клара Цеткин, Вильгельм Либкнехт, Карл Либкнехт.
Голландия: Питер Йеллес Трульстра.
Грузия: Ираклий Церетели.
Италия: Филиппо Турати.
Россия: В. И. Ленин, Г. В. Плеханов, И. А. Рубанович.
Франция: Жан Жорес.

## Комментарии
1. ↑  Ахилл Камбье (18??–19??) – аргентинский социалист. В 1894 году основал франкоязычную группу «Les Egaux» и издавал газету «Egalite». В 1895 году она объединилась с другими группами, образовав Социалистическую рабочую партию[4].
2. ↑  Однако в изданной в Ливане книге по истории армянского национально-осовбодительного движения сказано, что ещё 1889 году на учредительном съезде Второго Интернационала вместе с группой Плеханова присутствовали представители партии «Гнчак» Гавриил Кафиев и Рубен Хан-Азат[11].